# Isla San Esteban
La isla San Esteban, también llamada Isla Turón, es una pequeña isla en el golfo de California, México. Localizada al suroeste de la isla Tiburón. Forma parte del Municipio de Hermosillo en Sonora y tiene una superficie de 40 km², la decimoquinta más grande de México. Antiguamente estuvo habitada por miembros de la etnia seri. En la lengua seri se llama Coftéecöl /koɸˈtɛːkʷɬ/, Sanjuanicos grandes  y ocasionalmente Hast /ʔast/ cerro, piedra. En 1819, los españoles develaron su existencia.

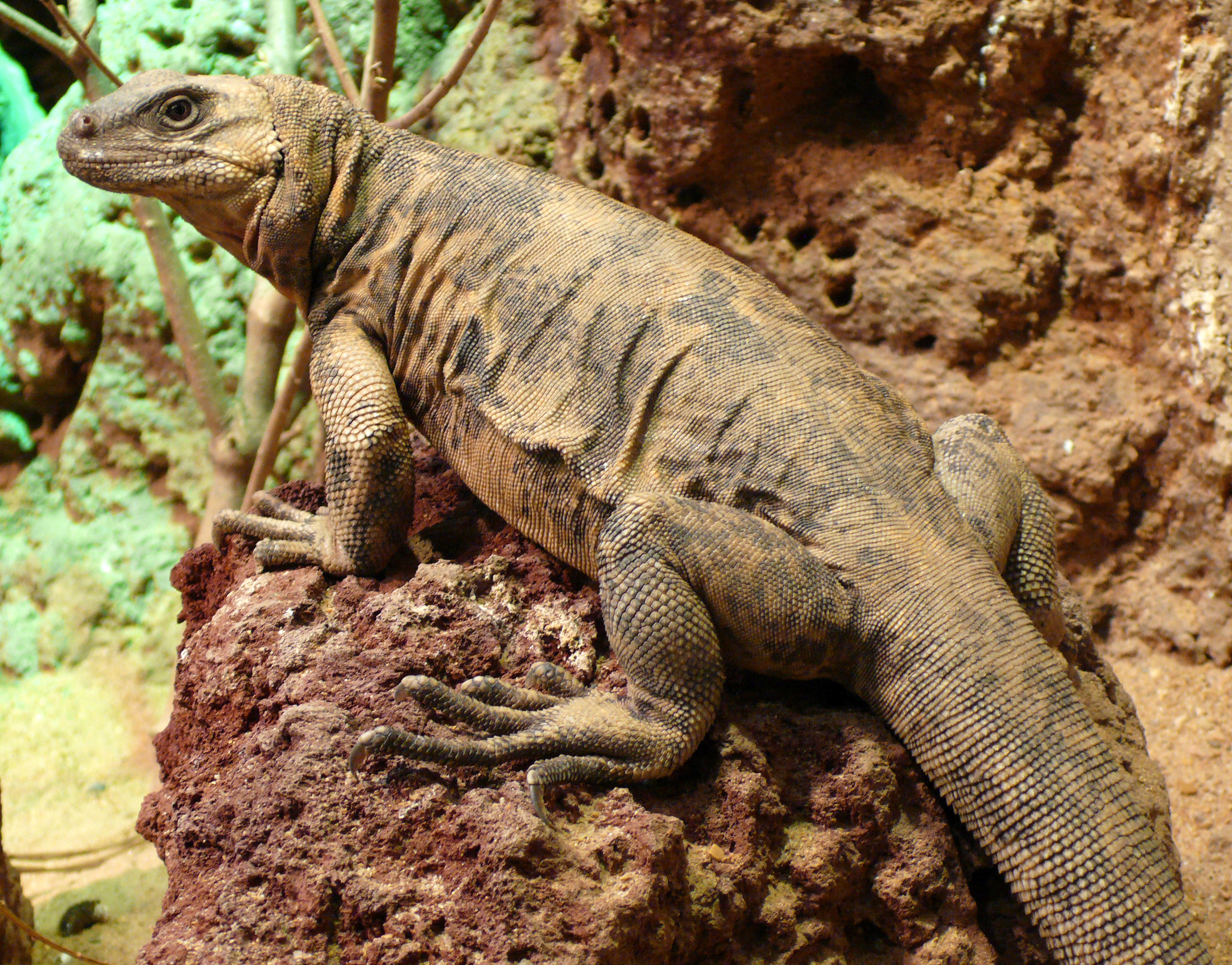
Sauromalus varius.

La isla San Esteban es hogar de muchas especies raras de iguánidos que solo se encuentran en unas pocas islas, como el chacahuala de la isla San Esteban (Sauromalus varius), el chacahuala espinoso (Sauromalus hispidus) y una especie endémica del género Ctenosaura (Ctenosaura conspicuosa).